# Эфрон, Зак
Закари Дэ́вид Алекса́ндр (Зак) Э́фрон (англ. Zachary David Alexander (Zac) Efron; 18 октября 1987 года, Сан-Луис-Обиспо, Калифорния, США) — американский актёр. Начал карьеру в начале 2000-х годов и стал кумиром подростков благодаря главной роли Троя Болтона в трилогии «Классный мюзикл» (2006—2008). В это время также снялся в музыкальном фильме «Лак для волос» (2007) и комедийном фильме «Папе снова 17» (2009).
Известен по фильмам «Двойная жизнь Чарли Сан-Клауда», «Счастливчик», «Этот неловкий момент», «128 ударов сердца в минуту», «Старый Новый год», «Соседи. На тропе войны», «Дедушка лёгкого поведения», «Свадебный угар», «Спасатели Малибу», «Красивый, плохой, злой», роли Кевина фон Эриха в фильме «Стальная хватка», а также по роли в телесериале «Вечное лето».

## Биография
Зак Эфрон родился 18 октября 1987 года в семье Дэвида Эфрона, инженера электростанции, и Старлы Баскетт. Рос вместе с младшим братом Диланом, который на 5 лет младше Зака. Зак Эфрон имеет еврейские корни.
С 4 лет участвовал в школьных театральных постановках. С 15 лет принимал участие в телесъёмках. В 2000—2001 учебном году посещал местную музыкальную школу при колледже Аллана Хэнкока в Санта-Монике.
В 2006 году окончил школу в Арройо-Гранде и поступил в Университет Южной Калифорнии в Лос-Анджелесе, однако отложил учёбу из-за съёмок.

### Карьера

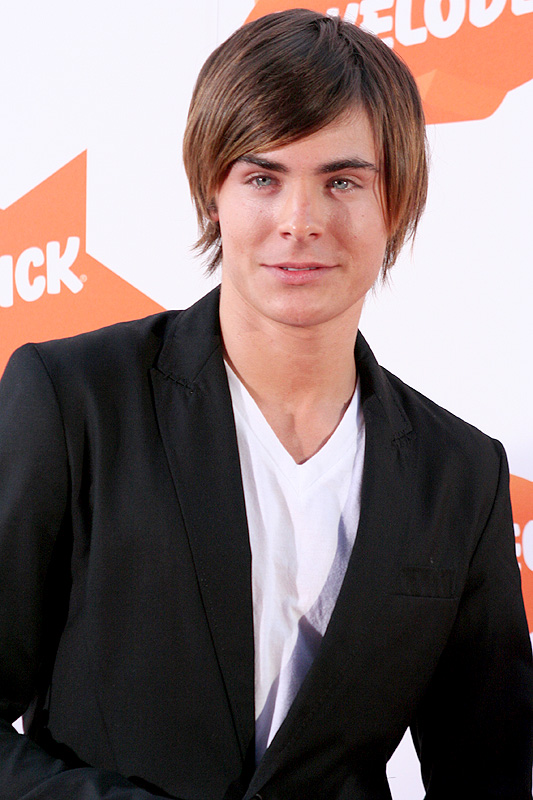
На «Nickelodeon Awards» в 2007 году

В 2002 году Эфрон появился в роли приглашённого гостя в нескольких телесериалах, в том числе «Светлячок»,
«Скорая помощь» и «Защитник». Сыграл Камерона Бэйла в нескольких сериях «Вечного лета». Изначально планировавшийся как временный герой, персонаж Эфрона стал регулярным.
С появлением в «Вечном лете» также снялся на шоу «C.S.I.: Место преступления Майами», «Морская полиция: Спецотдел», «Всё тип-топ, или Жизнь Зака и Коди» и The Replacements. Был номинирован на премию для молодых исполнителей за лучшую роль в телевизионном кино, мини-сериале — Supporting Young Actor. В 2005 году сыграл главного героя в клипе Hope Partlow на её песню «Sick Inside».
2005 год стал поворотным в судьбе Эфрона: Disney Channel устроил кастинг для нового фильма «Классный мюзикл» Кенни Ортега. Зак прочитал диалог с 16-летней Ванессой Хадженс и получил роль звезды баскетбола — Троя Болтона. Он должен был танцевать и петь, но на тот момент Заку было всего 18, и его голос продолжал ломаться. Было решено голос Зака смешать с голосом певца и актёра — Дрю Сили.
В 2006 году «Классный мюзикл» вышел в свет и стал суперхитом. Естественно с продолжением канал Дисней решил не тянуть, но Зак поставил условие. Он откажется сниматься в продолжении, если ему не дадут петь самостоятельно.
Вторая часть фильма «Классный мюзикл: Каникулы» показала, что Зак хорошо справился с поставленной задачей. Саундтрек к фильму стал самым продаваемым диском в 2007 году. Звукозаписывающая компания Саймона Коуэлла даже предложила записать Заку диск, но он отказался, заявив, что хочет сконцентрироваться на профессии актёра.
Тем временем продюсеры учредили кастинг на фильм-адаптацию Бродвейского мюзикла «Лак для волос». Зака утвердили на роль Линка Ларкина, принёсшую ему известность.
Далее пошли не менее популярные фильмы с участием Зака Эфрона в главной роли: «Я и Орсон Уэллс», «Папе снова 17», «Двойная жизнь Чарли Сан-Клауда», «Счастливчик» и другие.

### Личная жизнь
В 2008 году Эфрон занял 92-ю позицию в списке англ. Forbes Celebrity 100 журнала Forbes с заработком 5,8 млн долларов.
Журнал People в 2007 году опубликовал информацию о том, что Эфрон и Ванесса Хадженс начали встречаться в 2005 году во время съёмок High School Musical, пара распалась в декабре 2010 года.
С сентября 2014 по апрель 2016 года встречался с моделью Сами Миро.
Позже встречался с австралийской девушкой.
В 2013 году проходил лечение от алкоголизма и токсикомании.

## Фильмография
| Год       |    | Русское название                     | Оригинальное название                           | Роль                         |
| --------- | -- | ------------------------------------ | ----------------------------------------------- | ---------------------------- |
| 2002      | с  | Светлячок                            | Firefly                                         | молодой Саймон Тэм           |
| 2003      | ф  | Большой широкий мир Карла Лэемка     | The Big Wide World of Carl Laemke               | Пит Лэмке                    |
| 2003      | с  | Скорая помощь                        | Emergency Room                                  | Бобби Невилл                 |
| 2004      | ф  | Тройная игра                         | Triple Play                                     | Гарри Фуллер                 |
| 2004      | с  | Защитник                             | The Guardian                                    | Люк Томелло                  |
| 2004      | ф  | Чудесный побег                       | Miracle Run                                     | Стивен Морган                |
| 2004—2005 | с  | Вечное лето                          | Summerland                                      | Кэмерон Бейл                 |
| 2005      | с  | C.S.I.: Место преступления Майами    | CSI: Miami                                      | Сет Доусон                   |
| 2005      | ф  | Скакун Дерби                         | The Derby Stallion                              | Патрик МакАрдл               |
| 2006      | ф  | Живи ты здесь, ты был бы сейчас дома | If You Lived Here, You’d Be Home Now            | Коди                         |
| 2006      | с  | Морская полиция: Спецотдел           | Navy NCIS: Naval Criminal Investigative Service | Дэнни                        |
| 2006      | ф  | Классный мюзикл                      | High School Musical                             | Трой Болтон                  |
| 2006      | с  | Всё тип-топ, или Жизнь Зака и Коди   | The Suite Life of Zack and Cody                 | Тревор                       |
| 2006      | с  | Грабёж                               | Heist                                           | парень, доставляющий пиццу   |
| 2006      | мс | На замену                            | The Replacements                                | Дэйви Ханкерхофф             |
| 2007      | ф  | Лак для волос                        | Hairspray                                       | Линк Ларкин                  |
| 2007      | ф  | Классный мюзикл: Каникулы            | High School Musical 2                           | Трой Болтон                  |
| 2008      | ф  | Я и Орсон Уэллс                      | Me and Orson Welles                             | Ричард Сэмуэльс              |
| 2008      | ф  | Классный мюзикл: Выпускной           | High School Musical 3: Senior Year              | Трой Болтон                  |
| 2009      | ф  | Папе снова 17                        | 17 Again                                        | Майк О’Доннелл в 17 лет      |
| 2010      | ф  | Двойная жизнь Чарли Сан-Клауда       | Charlie St. Cloud                               | Чарли Сан-Клауд              |
| 2011      | ф  | Старый Новый год                     | New Year’s Eve                                  | Пол                          |
| 2011      | ф  | Счастливчик                          | The Lucky One                                   | Логан Тибо                   |
| 2012      | ф  | Газетчик                             | The Paperboy                                    | Джек Дженсен                 |
| 2012      | мф | Лоракс                               | Dr. Seuss’ The Lorax                            | Тед                          |
| 2012      | ф  | Гуманитарные науки                   | Liberal Arts                                    | Нэт                          |
| 2012      | ф  | Любой ценой                          | At Any Price                                    | Дин Уиппл                    |
| 2013      | ф  | Парклэнд                             | Parkland                                        | Джим Каррико                 |
| 2014      | ф  | Соседи. На тропе войны               | Neighbors                                       | Тэдди Сандерс                |
| 2014      | ф  | Этот неловкий момент                 | That Awkward Moment                             | Джейсон                      |
| 2015      | ф  | 128 ударов сердца в минуту           | We Are Your Friends                             | Коул Картер                  |
| 2016      | ф  | Дедушка лёгкого поведения            | Dirty Grandpa                                   | Джейсон Келли                |
| 2016      | ф  | Свадебный угар                       | Mike and Dave Need Wedding Dates                | Дейв Стангл                  |
| 2016      | ф  | Соседи. На тропе войны 2             | Neighbors 2: Sorority Rising                    | Тэдди Сандерс                |
| 2017      | ф  | Спасатели Малибу                     | Baywatch                                        | Мэтт Броуди                  |
| 2017      | ф  | Величайший шоумен                    | The Greatest Showman                            | Филипп Карлайл               |
| 2019      | ф  | Красивый, плохой, злой               | Extremely Wicked, Shockingly Evil and Vile      | Тед Банди                    |
| 2020      | мф | Скуби-Ду                             | Scoob                                           | Фред Джонс                   |
| 2022      | ф  | Жажда золота                         | Gold                                            | Золотодобытчик               |
| 2022      | ф  | Воспламеняющая взглядом              | Firestarter                                     | Эндрю «Энди» МакГи           |
| 2022      | ф  | За пивом!                            | Greatest Beer Run Ever                          | Джон «Чики» Донохью          |
| 2023      | ф  | Железный коготь                      | The Iron Claw                                   | Кевин фон Эрих               |
| 2024      | ф  | Рики Стэники                         | Ricky Stanicky                                  | Дин                          |
| 2024      | ф  | Семейное дело                        | A Family Affair                                 | Крис Коул                    |
| 2025      | ф  | Знаменитость                         | Famous                                          | Лэнс Данквист / Джеймс Янсен |

## Дискография
Записи с исполнениями Зака Эфрона есть на дисках с саундтреками к фильмам:
- 2007: «Лак для волос» — 2 песни;
- 2007: «Классный мюзикл 2» — 8 песен;
- 2009: «Классный мюзикл 3» — 10 песен;
- 2009: «Я и Орсон Уэллс» — 1 песня;
- 2017: «Величайший шоумен» — 3 песни.

## Награды

### 2006 год
- Artios Award: Лучший детский фильм («Классный мюзикл»)
- Billboard Music Award: Лучший саундтрек года («Классный мюзикл»)
- Emmy Award: Выдающийся фильм для детей («Классный мюзикл»)
- Teen Choice Award: Прорыв года («Зак Эфрон»)
- Teen Choice Award: Экранная химия («Ванесса Хадженс и Зак Эфрон»)
- Teen Choice Award: Лучшая комедия/музыкальное шоу («Классный мюзикл»)
- Television Critics Association Award: Выдающиеся достижения в области детских программ («Классный мюзикл»)

### 2007 год
- American Music Awards: Лучший саундтрек («Классный мюзикл: Каникулы»)
- Hollywood Film Festival & Hollywood Award: Лучшая команда из комедии/мюзикла («Лак для волос»)
- Nickelodeon’s Australian Kids’ Choice Award: Лучший киноактёр («Зак Эфрон»)
- Nickelodeon’s Australian Kids’ Choice Award: So Hot Right Now («Классный мюзикл: Каникулы»)
- Nickelodeon’s UK Kids’ Choice Award: Лучший телевизионный актёр («Зак Эфрон»)
- Teen Choice Award: Самый горячий парень («Зак Эфрон»)
- Teen Choice Award: Лучший фильм лета («Лак для волос»)
- Teen Choice Award: Лучшее тв-кино («Классный мюзикл: Каникулы»)
- Young Hollywood Award: One To Watch («Зак Эфрон и Никки Блонски»)

### 2008 год
- Critics Choice Award: Лучшая песня из фильма «Лак для волос» («Come So Far»)
- MTV Movie Award: Прорыв года («Лак для волос»)

### 2009 год
- MTV Movie Award: Лучшая мужская роль («Классный мюзикл: Выпускной»)
- Teen Choice Awards: Лучшая мужская роль музыка/танцы («Классный мюзикл: Выпускной»)
- Teen Choice Awards: Лучшая мужская комедийная роль («Папе снова 17»)
- Teen Choice Awards: Rockstar момент («Папе снова 17»)

### 2011 год
- People’s Choice Awards: Любимая кинозвезда до 25 лет («Зак Эфрон»)

### 2012 год
- Teen Choice Awards: Лучший драматический актёр («Счастливчик»)
- Teen Choice Awards: Актёр мелодрамы («Счастливчик»)
- Teen Choice Awards: Лучшая драма («Счастливчик»)

### 2013 год
- People’s Choice Awards: Лучший драматический актёр («Счастливчик»)

### 2014 год
- MTV Movie Awards: Лучшая сцена без рубашки («Этот неловкий момент»)